# Вокер Вали (Њујорк)
Вокер Вали (енгл. Walker Valley) насељено је место без административног статуса у америчкој савезној држави Њујорк.

## Демографија
По попису из 2010. године број становника је 853, што је 95 (12,5%) становника више него 2000. године.
| Група             | 2000.       | 2010.       |
| Белци             | 710 (93,7%) | 759 (89,0%) |
| Афроамериканци    | 15 (2,0%)   | 16 (1,9%)   |
| Азијати           | 6 (0,8%)    | 1 (0,1%)    |
| Хиспаноамериканци | 17 (2,2%)   | 63 (7,4%)   |
| Укупно            | 758         | 853         |